# Obergerlafingen
Obergerlafingen is een gemeente en plaats in het Zwitserse kanton Solothurn en maakt deel uit van het district Wasseramt.
Obergerlafingen telt 1097 inwoners.